# Dąb Jana Dzierżonia
Dąb Jana Dzierżonia (dawniej: Dąb Hobrechta, niem. Hobrecht Eiche) – dąb szypułkowy (Quercus robur) rosnący we Wrocławiu przy ulicy Kazimierza Bartla nad Odrą, pomiędzy Mostem Zwierzynieckim a Mostem Szczytnickim. Jest pomnikiem przyrody (decyzja nr 5/53 z dnia 16.02.1953 r.). Mierzy 22 m wysokości, a obwód jego pnia wynosi 652 cm. Jego wiek szacuje się na około 400 lat.